# Cusance
Cusance – miejscowość i gmina we Francji, w regionie Burgundia-Franche-Comté, w departamencie Doubs.
Według danych na rok 1990 gminę zamieszkiwało 68 osób, a gęstość zaludnienia wynosiła 17 osób/km² (wśród 1786 gmin Franche-Comté Cusance plasuje się na 675. miejscu pod względem liczby ludności, natomiast pod względem powierzchni na miejscu 885.).